# Persona 2: Innocent Sin
Shin Megami Tensei: Persona 2 — Innocent Sin (в Японии Persona 2: Tsumi (яп. ペルソナ２ 罪)) — ролевая компьютерная игра, разработанная и изданная японской компанией Atlus. Выпуск состоялся 24 июня 1999 года для игровой приставки PlayStation. В 2011 году вышло переиздание игры для портативной консоли PlayStation Portable. Persona 2: Innocent Sin является второй в серии игр Persona.

## Сюжет
Игра начинается в школе Seven Sisters High города Сумару от лица школьника — Тацуи Суо. В это время по школе ходит слух о неком Джокере — исполнителе желаний, где лишь надо позвонить себе на номер, и с его приходом загадать себе желание. В итоге Джокер был вызван, но вместо того, чтобы исполнять желания, он начинает убивать людей по всему городу и вселяться в них, имея с этого какую-то выгоду. Помимо него в городе начинает существовать оккультная секта Маскарад, впоследствии оживившая самого Гитлера, дабы захватить всё и вся вместе с фашистами. Городу Сумару приходится не сладко и наступают его пасмурные деньки, безоблачность которого могут вернуть лишь Тацуя и его друзья, которые имеют Сущности, дарованные Филемоном — существом, следящим за миром между порядком и хаосом. Равновесие мира должно быть восстановлено любой ценой..

## Разработка
Разработка Innocent Sin началась после выхода Revelations: Persona. К разработке вернулись основные разработчики первой игры, в том числе Кодзи Окада (который выступил в роли продюсера), дизайнер Кадзума Канэко и сценарист Тадаси Сатоми. С технической точки зрения игра не только сменила вид камеры на вид сверху, но и улучшила элементы, которые были подвергнуты критике в первой части, такие как время загрузки и частота точек сохранения. Чтобы отделить серию Persona от серии Megami Tensei, заголовок Megami Ibunroku решили не использовать. Темой Innocent Sin, как и в предыдущей части, стало исследование психики человечества и главных героев, раскрывающих их истинное «я». Центральной темой персонажей Innocent Sin стало их взросление и то, как они преодолевают свои личные проблемы. Другим ключевым элементом была «сила Котодамы» — японская вера в то, что слова могут влиять на физический и духовный мир, причём эта сила проявляется в дилогии Persona 2 через распространение слухов. Термины и понятия, используемые в играх, включая «Персона», «Тень» и персонажа Филимона, были взяты из психологии Карла Г. Юнга. Персонаж Ньярлатотеп был вдохновлён персонажем из одноимённого рассказа, входящий в «Мифы Ктулху» Говарда Ф. Лавкрафта. Другие антагонисты и некоторые демоны также были взяты из «Мифов Ктулху».
Над дизайном главных герое трудился Кадзума Канэко, а над второстепенными — Сигэнори Соэдзима. При разработке главных героев, Канэко нужно было учитывать фокусировку персонажа. Все главные герои Innocent Sin были одеты в одинаковую школьную форму и получили личные вещи, чтобы отличить их. Характер Джокера основывался на характере ярких одетых таинственных людей, а также на людях, нападающих на людей в маске. Чтобы подчеркнуть его яркую внешность и эстетически связать его с источником его силы, Джокер был одет в странно окрашенную школьную форму. Его появление как демонического клоуна было вдохновлено его действиями поглощения человеческих мечтаний. Цветок, который держит Джокер, ирис, символизирует месть и напрямую связан с истинной личностью Джокера. Районы города Сумару были основаны на различных регионах Японии, включая Сибуя, Ямато и Одайба. К дополнению отношениям с персонажами женского пола в игре, Тацуя мог также способствовать однополым отношениям с Дзюном. Это было сделано в качестве эксперимента для оценки реакции аудитории, а также это была попытка обратиться к поклонникам жанра яой.

## Оценки и продажи
| Сводный рейтинг    | Сводный рейтинг | Сводный рейтинг |
| Издание            | Оценка          | Оценка          |
| Издание            | PS              | PSP             |
| ------------------ | --------------- | --------------- |
| GameRankings       | N/A             | 76,29 %         |
| Metacritic         | N/A             | 75/100          |
| Иноязычные издания |                 |                 |
| Издание            | Оценка          | Оценка          |
| Издание            | PS              | PSP             |
| Famitsu            | 33/40           | 29/40           |
| GameSpot           | 9,2/10          | 5/10            |
| IGN                | N/A             | 8/10            |
| RPGamer            | N/A             | 3,5/5           |
| RPGFan             | 96 %            | 78 %            |